# Wróżki z Cottingley
Wróżki z Cottingley – seria pięciu fotografii wykonanych w 1917 i 1920 roku. Miały one udowodnić rzeczywistość istnienia „małych ludzi”, ale okazały się jedną z najbardziej udanych mistyfikacji XX wieku.
Fotografie zostały wykonane przez Elsie Wright i Frances Griffiths, dwie młode kuzynki, które mieszkały w Cottingley koło Bradford. W 1917 roku, kiedy zostały zrobione dwa pierwsze zdjęcia, Elsie miała 16 lat, a Frances 9. Zdjęcia zwróciły uwagę pisarza sir Arthura Conana Doyle’a, który wykorzystał je do zilustrowania swojego artykułu o wróżkach do bożonarodzeniowego wydania magazynu „The Strand Magazine” w 1920. Conan Doyle, jako spirytualista, był entuzjastą tych fotografii i interpretował je jako wyraźne i widoczne dowody istnienia istot paranormalnych. Odbiór fotografii był diametralnie różny, niektórzy uznali je za prawdziwe, a inni uważali, że zostały sfałszowane.
Zainteresowanie wróżkami z Cottingley stopniowo zmniejszyło się po 1921 roku. Obie dziewczynki dorosły, wyszły za mąż i zamieszkały za granicą, ale fotografie nadal podtrzymywały publiczną wyobraźnię; w 1966 roku reporter z gazety „Daily Express” odnalazł Elsie, która wówczas wróciła do Wielkiej Brytanii. Elsie powiedziała w tym wywiadzie o przyjętym przez siebie wówczas przekonaniu - sądziła, że sfotografowała swoje myśli. To ponownie wzbudziło zainteresowanie mediów historią.
Na początku 1980 roku Elsie i Frances przyznały, że cztery pierwsze fotografie zostały sfałszowane przy użyciu wyciętych kartonowych wróżek skopiowanych z popularnej swojego czasu książki dla dzieci, choć Frances utrzymywała, że piąta i ostatnia fotografia była prawdziwa. Fotografie i dwa aparaty użyte przez dziewczynki znajdują się na wystawie w National Media Museum w Bradford.

## Fotografie z 1917 roku

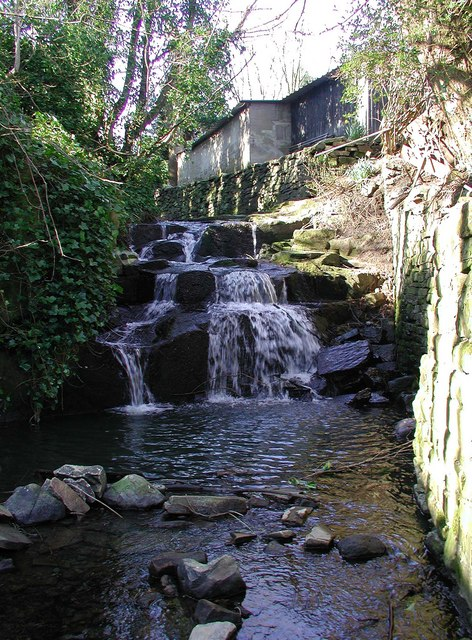
Cottingley Beck – miejsce, gdzie Frances i Elsie miały widzieć wróżki

W połowie roku 1917 dziewięcioletnia Frances Griffiths i jej matka – obie nowo przybyłe do Wielkiej Brytanii z Afryki Południowej – zamieszkały z ciotką Frances, matką Elsie Wright, w miejscowości Cottingley w West Yorkshire; Elsie miała wtedy 16 lat. Obie dziewczynki często bawiły się razem przy Cottingley Beck (pl. potok Cottingley) w dolnej części ogrodu – ku irytacji matek, gdyż często wracały z mokrymi nogami i ubraniami. Któregoś dnia Frances i Elsie powiedziały, że poszły nad potok, żeby zobaczyć wróżki, i – aby to udowodnić – Elsie pożyczyła aparat fotograficzny typu Midg należący do jej ojca. Dziewczynki „triumfujące” wróciły około 30 minut później.
Ojciec Elsie, Arthur, był zapalonym fotografem amatorem i stworzył w swoim domu własną ciemnię. Obraz z płytki fotograficznej, który wywołał, ukazał na pierwszym planie Frances za krzakiem, na którym tańczyły cztery wróżki. Znając zdolności artystyczne swojej córki i wiedząc, że spędziła trochę czasu pracując w studiu fotograficznym, odrzucił prawdziwość tych postaci, uważając je za kartonowe wycinanki. Dwa miesiące później dziewczynki pożyczyły ponownie jego aparat i tym razem wróciły z fotografią Elsie siedzącej na trawniku podającej rękę 30-centymetrowemu gnomowi. Zirytowany tym, co uważał za „jedynie dowcip”, i przekonany, że dziewczynki musiały w jakiś sposób manipulować aparatem, Arthur Wright odmówił pożyczania go im ponownie. Jednakże jego żona Polly uznała fotografie za autentyczne.
Pod koniec 1918 roku Frances wysłała list do Johanny Parvin, przyjaciółki mieszkającej w Kapsztadzie, w Republice Południowej Afryki, gdzie Frances mieszkała przez większość swojego życia, załączając zdjęcie ze sobą i z wróżkami. Na odwrocie pisała „To zabawne, nigdy nie widziałam ich w Afryce. Musi tam być dla nich zbyt gorąco”.
Fotografie zostały upublicznione w połowie roku 1919 po tym, jak matka Elsie uczestniczyła w spotkaniu Towarzystwa Teozoficznego w Bradford. Tamtego wieczoru wykład dotyczył „życia wróżek”, a pod koniec spotkania Polly Wright pokazała prowadzącemu dwa zdjęcia wróżek zrobione przez jej córkę i siostrzenicę. W rezultacie fotografie zostały wystawione na corocznej konferencji Towarzystwa w Harrogate, która odbyła się kilka miesięcy później. Tam zwróciły na siebie uwagę jednego z czołowych członków Towarzystwa, Edwarda Gardnera. Jednym z głównych wierzeń teozofii jest założenie, że ludzkość przechodzi cykl ewolucji w kierunku zwiększenia „doskonałości”, a Gardner dostrzegł potencjalną wagę fotografii dla ruchu:

(...) Fakt, że dwie młode dziewczyny nie tylko były w stanie zobaczyć wróżki, czego dokonywali inni, ale rzeczywiście po raz pierwszy były w stanie zmaterializować je do gęstości wystarczającej dla ich zdjęć, aby zostały zarejestrowane na płycie fotograficznej, oznaczało, że możliwe jest, że rozpoczął się następny cykl ewolucji.

## Wstępne badania
Gardner wysłał odbitki wraz z oryginalnymi negatywami do Harolda Snellinga, eksperta fotografii. Według opinii Snellinga „dwa negatywy są całkowicie autentycznymi, nie sfałszowanymi fotografiami (...) bez śladu jakiejkolwiek pracy studyjnej z udziałem karty lub modeli papierowych”. Nie posunął się tak daleko, aby powiedzieć, że fotografie pokazywały wróżki, stwierdzając tylko, że „to są wierne fotografie tego, co znajdowało się przed obiektywem w tamtym momencie”. Gardner po otrzymaniu opinii Snellinga i z nowymi negatywami „bardziej sprzyjającymi drukowaniu” wykorzystał je w ilustrowanych wykładach, które prowadził w całej Wielkiej Brytanii. Snelling dostarczał odbitki fotograficzne, które były dostępne do sprzedaży podczas wykładów Gardnera.
Pisarz i spirytualista sir Arthur Conan Doyle dowiedział się o zdjęciach od edytora spirytystycznej publikacji Light. Zlecono mu napisanie artykułu na temat wróżek dla „The Strand Magazine”. Tekst miał ukazać się w bożonarodzeniowym wydaniu pisma, a fotografie wróżek „musiały wydawać się darem niebios”, jak to określił prezenter i historyk Magnús Magnússon. Conan Doyle skontaktował się z Gardnerem w czerwcu 1920 roku w celu ustalenia tła do zdjęć. Zwrócił się też do Elsie i jej ojca o pozwolenie na użycie zdjęć w swoim artykule. Arthur Wright był „oczywiście pod wrażeniem” zaangażowania Conana Doyle’a i wyraził zgodę na publikację, ale odmówił zapłaty ze względu na to, że – jeśli zdjęcia są prawdziwe – nie powinny być „zanieczyszczone” pieniędzmi.
Gardner i Conan Doyle starali się pozyskać drugą opinię biegłego z fotograficznej firmy Kodak. Kilku techników firmy zbadało lepszej jakości odbitki zdjęć i chociaż zgodzili się z Snellingiem, że zdjęcia „nie wykazywały oznak fałszerstwa”, stwierdzili, że „to nie może być traktowane jako rozstrzygający dowód (...), że były to autentyczne zdjęcia wróżek”. Kodak odmówił wydania certyfikatu autentyczności. Gardner uważał, że technicy Kodaka mogli zbadać fotografie niecałkowicie obiektywnie, zwracając uwagę na komentarz jednego z nich: „ostatecznie, jako że wróżki nie mogą być prawdziwe, fotografie muszą być sfałszowane w jakiś sposób”. Odbitki zostały zbadane również przez inną firmę fotograficzną, Ilford, która stwierdziła jednoznacznie, że znalazła „pewne dowody fałszerstwa”. Wyniki trzech ekspertyz Gardner i Conan Doyle optymistycznie zinterpretowali jako dwóch na korzyść autentyczności fotografii i jeden przeciw.
Conan Doyle pokazał również fotografie fizykowi sir Oliverowi Lodge, który osobiście uważał, że fotografie były fałszywe. Zasugerował, że była to trupa tancerzy przebranych za wróżki, i wyraził wątpliwość co do ich „wyraźnie paryskich” fryzur.

## Fotografie z 1920 roku
Conan Doyle był zajęty organizacją bliskiej serii wykładów z Australii. W lipcu 1920 roku wysłał Gardnera na spotkanie z rodziną Wright. Frances mieszkała wówczas z rodzicami w Scarborough. Ojciec Elsie powiedział Gardnerowi, że był tak pewny, że fotografie były podróbkami, że podczas nieobecności dziewczynek przeszukał ich sypialnie i obszar wokół potoku szukając skrawków zdjęć lub wyciętych sylwetek, ale nie znalazł nic „obciążającego”.
Gardner uważał rodzinę Wright za uczciwą i poważaną. Aby stwierdzić autentyczność fotografii ponad wszelką wątpliwość, wrócił do Cottingley pod koniec lipca z dwoma aparatami Kodak Cameo i 24 płytami fotograficznymi. Frances została zaproszona na pobyt u rodziny Wright podczas letnich wakacji szkolnych, aby ona i Elsie mogły zrobić nowe zdjęcia wróżek. Gardner opisał swój briefing w jego książce wydaną w 1945 Fairies: A Book of Real Fairies.
Do 19 sierpnia pogoda była nieodpowiednia do robienia zdjęć. Ponieważ Frances i Elsie twierdziły, że wróżki nie pokażą się w towarzystwie innych osób, przekonało to matkę Elsie, by odwiedzić siostrę na podwieczorek i zostawić dziewczęta same. Pod jej nieobecność dziewczynki zrobiły kilka zdjęć, z których dwa ukazywały wróżki. Pierwsza fotografia przedstawia Frances z profilu ze skrzydlatą wróżką znajdującą się przed jej twarzą. Druga pokazuje wróżkę stojącą na gałęzi i wręczającą Elsie kwiaty dzwonka. Dwa dni później dziewczęta zrobiły ostatnie zdjęcie Fairies and Their Sun-Bath.
Płytki zostały zapakowane w watę i powróciły do Gardnera przebywającego w Londynie, który wysłał telegram do Conana Doyle’a, do Melbourne.

## Publikacja i reakcja
Artykuł Conana Doyle’a opublikowany w 1920 roku w grudniowym numerze „The Strand” zawierał dwa wysokiej rozdzielczości wydruki zdjęć z 1917, został wyprzedany w ciągu kilku dni od swoje publikacji. Aby chronić anonimowość dziewcząt, Frances i Elsie nazywano odpowiednio Alice i Iris, a nazwisko rodziny Wright zostało zmienione na Carpenters. Conan Doyle miał nadzieję, że jeśli fotografie przekonają społeczeństwo o istnieniu wróżek, to może ono łatwiej przyjąć inne zjawiska paranormalne.
Wczesne artykuły prasowe przedstawiały „mieszane” opinie, będące zwykle kombinacją „wstydu i zakłopotania”. Pisarz historyczny i poeta Maurice Hewlett opublikował serię artykułów w tygodniku literackim „John O' London's Weekly”, w którym stwierdził, że dziewczynkom udało się nabrać sir Athura Conana Doyle’a. W wydaniu gazety sydnejskiej „Truth” z dnia 5 stycznia 1921 r. wyrażono podobny pogląd. Niektóre osoby publiczne okazały więcej życzliwości. Margaret McMillan, reformatorka edukacyjna i społeczna, pisała: „Jak cudownie, że taki wspaniały dar zaszczycił te drogie dzieci”. Pisarz Henry De Vere Stacpoole założył, że fotografie wróżek są prawdziwe. W liście do Gardnera napisał: „Spójrz na twarz Alice [Frances]. Spójrz na twarz Iris [Elsie]. Istnieje nadzwyczajna rzecz zwana prawdą, która ma 10 milionów obliczy i postaci – to waluta Boga i najmądrzejszy fałszerz nie może jej naśladować”.
John Hall-Edwards, zapalony fotograf i pionier medycznych zabiegów rentgenowskich w Wielkiej Brytanii, był szczególnie energicznym krytykiem.
Conan Doyle wykorzystał później fotografie w 1921 roku w celu zilustrowania drugiego artykułu w „The Strand”, w którym opisał inne wyjaśnienia widzenia wróżek. Artykuł stworzył podstawę dla jego książki z 1922 roku The Coming of Fairies. Jak poprzednie, nowe fotografie zostały przyjęte z mieszanymi uczuciami. Sceptycy zauważyli, że wróżki „wyglądały podejrzanie, jak tradycyjne wróżki z bajek dla dzieci”, i że miały „bardzo modne fryzury”.

## Ostatnia wizyta Gardnera
Gardner po raz ostatni odwiedził Cottingley w sierpniu 1921 roku. Ponownie przyniósł aparaty i płytki fotograficzne dla Frances i Elsie, ale przybył w towarzystwie jasnowidza Geoffreya Hodsona. Choć żadna z dziewcząt nie twierdziła, że widzi wróżki i nie było więcej zdjęć, „on [Hodson] wręcz przeciwnie – widział je [wróżki] wszędzie” i napisał obszerne notatki na temat swoich obserwacji.
Do tej chwili Elsie i Frances zmęczyły się całą sprawą dotyczącą zdjęć. Lata później Elsie spojrzała na fotografię siebie i Frances wykonane z Hodsonem i powiedziała: „Spójrz na to, dość już wróżek!”. Elsie i Frances przyznały później, że „przytakiwały” Hodsonowi „dla żartu” oraz że uważały go za „oszusta”.

## Późniejsze dochodzenia
Zainteresowanie publiczne wróżkami z Cottingley stopniowo ustąpiło po 1921 roku. Elsie i Frances w końcu wyszły za mąż i mieszkały za granicą przez wiele lat. W 1966 roku reporter z gazety „Daily Express” odnalazł Elsie, która przebywała wtedy w Anglii. Przyznała w wywiadzie udzielonym tego roku, że wróżki mogły być „wytworem jej wyobraźni”, ale pozostawiła otwartą możliwość, że w jakiś sposób udało jej się sfotografować swoje myśli. Media następnie ponownie zainteresowały się zdjęciami Frances i Elsie. Program Nationwide emitowany przez telewizję BBC zbadał tę sprawę w 1971 roku, ale Elsie trzymała się swojej wersji (historii): „powiedziałam wam, że są one zdjęciami wytworów naszej wyobraźni, i tego się trzymam”.
We wrześniu 1976 roku dziennikarz Austin Mitchell przeprowadził wywiad z Elsie i Frances do programu transmitowanego w Yorkshire Television. Naciskane, obie kobiety zgodziły się z tym, że „racjonalny człowiek nie widzi wróżek”, ale zaprzeczały sfabrykowania fotografii. W 1978 roku magik i sceptyk naukowy James Randi oraz grupa Committee for Skeptical Inquiry zbadali zdjęcia, wykorzystując „proces wzbogacania komputerowego”. Doszli do wniosku, że zdjęcia były fałszywe i że widać było struny wspierające wróżki. Geoffrey Crawley, edytor „British Journal of Photography”, rozpoczął „poważne badania naukowe dotyczące fotografii i wydarzeń z nimi związanych”. On również stwierdził, że zdjęcia były fałszywe.

## Wyznanie
W 1983 roku w artykule opublikowanym w czasopiśmie „The Unexplained” kuzynki przyznały, że fotografie zostały sfałszowane, choć obie nadal utrzymywały, że naprawdę widziały wróżki. Elsie skopiowała ilustracje wróżek ze swego czasu popularnej książki dla dzieci, Princess Mary’s Gift Book, opublikowanej w 1914 roku. Powiedziały, że następnie wycięły kartonowe figurki i wsparły je szpilkami do kapeluszy, pozbywając się swoich rekwizytów w potoku po tym, jak fotografia została zrobiona. Ale kuzynki nie zgodziły się co do piątej i ostatniej fotografii. Elsie utrzymywała, że była fałszywa, ale Frances niezmiennie twierdziła, że była prawdziwa. W wywiadzie udzielonym w 1980 roku Frances powiedziała:

To było wilgotne sobotnie popołudnie, a my po prostu wałęsałyśmy się z naszymi aparatami, a Elsie nie miała nic przygotowane. Zauważyłam wróżki gromadzące się w trawie i po prostu skierowałam aparat i zrobiłam zdjęcie.

Zarówno Frances, jak i Elsie twierdziły, że wykonały piątą fotografię. W liście opublikowanym w gazecie The Times 9 kwietnia 1983 roku Geoffrey Crawley wyjaśnił rozbieżność, sugerując, że zdjęcie było „niezamierzonym podwójnym ujawnieniem wycinanek wróżek w trawie”, a zatem „obie panie mogą być głęboko przekonane, że każda z nich je zrobiła”.
W wywiadzie udzielonym w 1985 roku Arthur C. Clarke's World of Strange Powers Yorkshire Television Elsie powiedziała, że ona i Frances były zbyt zakłopotane, aby przyznać się do prawdy po oszukaniu Conana Doyle’a, autora Sherlocka Holmesa. W tym samym wywiadzie Frances powiedziała: „Nigdy nawet nie myślałam o tym jak o oszustwie – po prostu Elsie i ja miałyśmy trochę dobrej zabawy i do tej pory nie mogę zrozumieć, dlaczego dali się oszukać – chcieli być oszukani”.

## Późniejsze losy fotografii

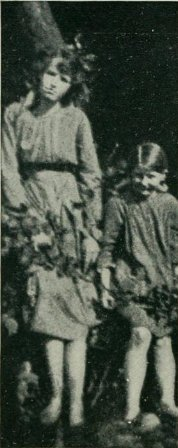
Frances Griffiths i Elsie Wright, czerwiec 1917

Frances zmarła w roku 1986, a Elsie w 1988 roku. Wydruki ich fotografii wróżek, wraz z kilkoma innymi przedmiotami, w tym pierwszym wydaniem książki Conana Doyle’a The Coming of the Fairies, zostały sprzedane na aukcji w Londynie za 21 620 funtów w 1998 roku. W tym samym roku Geoffrey Crawley sprzedał swój materiał o wróżkach z Cottingley do Narodowego Muzeum Fotografii, Filmu i Telewizji (później National Media Museum), gdzie jest wystawiony. Kolekcja zawiera wydruki fotografii, dwa aparaty używane przez dziewczęta, obraz wróżek namalowany akwarelami przez Elsie i dziewięciostronicowy list Elsie przyznającej się do tej mistyfikacji. Szklane płyty fotograficzne zostały zakupione za 6000 funtów przez bezimiennego nabywcę na aukcji, która odbyła się w Londynie w 2001 roku.
Córka Frances, Christine Lynch, pojawiła się w odcinku programu telewizyjnego Antiques Roadshow w Belfaście, emitowanym na BBC One w styczniu 2009 roku, ze zdjęciami i jednym z aparatów podarowanych dziewczynkom przez Conana Doyle’a. Christine powiedziała ekspertowi Paulowi Atterbury’emu, że tak jak jej matka wierzyła w prawdziwość wróżek na piątej fotografii. Atterbury oszacował wartość przedmiotów między 25 a 30 tys. funtów. Pierwsze wydanie wspomnień Frances zostało opublikowane kilka miesięcy później, pod tytułem Reflections on the Cottingley Fairies.
W 2017 roku kolejne dwie fotografie wróżek zostały przedstawione jako dowód na to, że rodzice dziewcząt brali udział w konspiracji. Obie fotografie, pochodzące z 1917 i 1918 roku, były słabo wykonanymi kopiami dwóch oryginalnych zdjęć z wróżkami. Jedna została opublikowana w 1918 roku w gazecie „The Sphere”, czyli wcześniej niż oryginały, które obejrzały osoby spoza najbliższej rodziny dziewcząt.

## Nawiązania w kulturze
Filmy z 1997 roku Elfy z ogrodu czarów i Fotograf elfów były inspirowane wydarzeniami związanymi z wróżkami z Cottingley. Fotografie zostały sparodiowane w książce z 1994 roku autorstwa Terry’ego Jonesa i Briana Frouda – Lady Cottington's Pressed Fairy Book.